# I promessi sposi (film, 1913, Del Colle)
Ne doit pas être confondu avec le film de Rodolfi de la même année.
Pour les articles homonymes, voir I promessi sposi (homonymie).
Pour plus de détails, voir Fiche technique et Distribution.
I promessi sposi est un film muet italien de 1913, réalisé par Ubaldo Maria Del Colle. C’est une adaptation du roman homonyme d’Alessandro Manzoni.

## Synopsis
L’histoire se déroule en 1628 dans un petit village sur le lac de Côme, le duché de Milan, alors sous domination espagnole. Le seigneur Don Rodrigo veut séduire Lucia, la fiancée de Renzeo, et menace le curé Don Abbondio afin qu’il ne célèbre pas leur mariage. Les deux jeunes gens sont contraints de fuir, aidés par le frère Cristoforo. Lucia se réfugie au couvent de Monza avec sa mère, tandis que Renzo se rend à Milan dans l’espoir d’obtenir gain de cause. Il est contraint de fuir à Bergame après avoir été pris dans une émeute et accusé de l’avoir organisée. Pendant ce temps, Lucia est enlevée par l’Innominato (l’Innommé). Ce dernier se ravise finalement, et la libère.
La Lombardie est alors déchirée par la guerre et la peste, mais Renzo et Lucia, qui survivent à la contagion, se retrouvent dans un dispensaire à Milan. Grâce au frère Cristofo, leurs dernières difficultés vaincues, ils parviennent enfin à se marier.

## Fiche technique
- Titre : I promessi sposi
- Réalisation : Ubaldo Maria Del Colle
- Société de production : Pasquali Film
- Pays d'origine :  Royaume d'Italie
- Langue : italien
- Format : Noir et blanc – 1,33:1 – 35 mm – Muet
- Genre : Film dramatique
- Longueur de pellicule : 2 000 mètres[1]
- Durée : 70 minutes
- Année : 1913

## Distribution
- Cristina Ruspoli : Lucia Mondella
- Giovanni Ciusa : Renzo Tramaglino
- Enrico Bracci : Don Abbondio
- Michele Ciusa : Azzeccarbugli
- Egidio Candiani : frère Cristoforo
- Umberto Paradisi : Don Rodrigo
- Giuseppina Gemelli : Perpetua
- Luigi Mele : Egidio
- Maria Gandini : la religieuse de Monza
- Giovanni Enrico Vidali : l’Innominato
- Orlando Ricci : le cardinal Borromeo

## Production
Sorti en juin 1913, ce film fut l’un des deux adaptations du roman de Manzoni réalisées cette année-là. L’autre version fut réalisée par Eleuterio Rodolfi et produite par la société Ambrosio.
La sortie quasi simultanée de deux films inspirés de l’histoire de Reno et Lucia a été motivée par le 40e anniversaire de la mort de Manzoni. Elle est représentative de la concurrence directe entre les deux sociétés de production turinoises, qui, la même année, s’opposeront encore plus fortement avec deux versions des Derniers Jours de Pompéi, donnant lieu à des affrontements dans les tribunaux ainsi bien en Italie qu’en Allemagne qu’en Italie.
Le développement de cette concurrence sur des sujets similaires se déroule dans une période particulièrement heureuse du cinéma italien. « Les années de 1912 à 1914 marquent la grande expansion et la consolidation de la structure : l’industrie [cinématographique] italienne connaît son heure de splendeur et de succès les plus élevés », écrit Gian Piero Brunetta; au point que les exportations de films italiens, rien que vers le marché des États-Unis, dépasse en 1912 la somme d’1,3 million de lires. Profitant de cette vague, les maisons de production de Turin impliquées dans la compétition ouvrent de nouvelles implantations : Pasquali en ouvre une à Rome en 1911, tandis qu’en 1913 l’Ambrosio agrandi son implantation turinoise et s’installe à Bologne et à Naples.
Pasquali remporte sa course contre Ambrosio en sortant ce film deux mois avant son concurrent, grâce à une production en seulement 28 jours. L’œuvre eut un grand succès. et a même été présentée à plusieurs occasions à la Cour, aussi bien à Turin qu’à Rome, obtenant de vives louanges. Le film a également été distribué à l’étranger, aux États-Unis (où il fut distribué sous le titre The bethroted, là aussi en conflit avec le film concurrent), en Grande-Bretagne et en Amérique latine. Dans certains cas, les deux films ont également été présentés ensemble dans la même salle de cinéma, ce qui a suscité plusieurs commentaires critiques.
Seulement une copie du film de la Pasquali a survécu, et elle est de nos jours conservée dans une cinémathèque française.